# Juan de la Jaraquemada
Juan de la Jaraquemada  (* um 1560 auf den Kanarischen Inseln, Spanien; † nach 1612) war ein spanischer Offizier, der 1611/1612 vorübergehend als Gouverneur von Chile amtierte.

## Leben
Jaraquemada wurde auf den Kanaren geboren, trat in die spanische Armee ein und machte seine ersten Kriegserfahrungen 1577 in der Lombardei unter Fernando de Toledo. Später diente er sieben Jahre in Flandern. Im Range eines Infanteriehauptmanns kehrte er nach Spanien zurück, hob eine Kompanie in Jaén aus, mit der er sechs Jahre auf den Kanarischen Inseln stationiert war. Vier weitere Jahre kommandierte er eine Kompanie auf dem spanischen Festland, bevor er als corregidor nach Tabasco im heutigen Mexiko beordert wurde.
Er erhielt in der „Neuen Welt“ weitere Ämter und fungierte als Majordomus des Vizekönigs von Peru, Juan Manuel de Mendoza y Luna, Marqués de Montesclaros, dessen Protektion er genoss. Mit Urkunde vom 20. November 1610 wurde er vom Vizekönig als Nachfolger des verstorbenen Alonso García Ramón zum Gouverneur von Chile berufen. Er segelte von Callao aus und erreichte Santiago am 15. Januar 1611. Seine kurze Amtszeit war von Kämpfen des Arauco-Kriegs geprägt.
Ende April 1612 erfuhr Jaraquemada, dass König Philipp III. einen Strategiewechsel im Arauco-Krieg befahl und zur defensiven Kriegstaktik übergehen wollte, die ihm Alonso de Ribera de Pareja nahegelegt hatte. Ribera sollte nach königlichem Befehl auch wieder den Oberbefehl und das Gouverneursamt in Chile übernehmen. Jaraquemada, der die Defensivstrategie missbilligte, aber den Befehlen gehorchte, übergab Ribera bei dessen Rückkehr aus Tucumán die Amtsgeschäfte und reiste dann nach Lima zurück.